# Jaffrey (Nuevo Hampshire)
Jaffrey es un pueblo ubicado en el condado de Cheshire en el estado estadounidense de Nuevo Hampshire. En el Censo de 2010 tenía una población de 5.457 habitantes y una densidad poblacional de 52,61 personas por km².

## Geografía
Jaffrey se encuentra ubicado en las coordenadas 42°49′45″N 72°3′36″O / 42.82917, -72.06000. Según la Oficina del Censo de los Estados Unidos, Jaffrey tiene una superficie total de 103.72 km², de la cual 99.23 km² corresponden a tierra firme y (4.33%) 4.49 km² es agua.

## Demografía
Según el censo de 2010, había 5.457 personas residiendo en Jaffrey. La densidad de población era de 52,61 hab./km². De los 5.457 habitantes, Jaffrey estaba compuesto por el 96.17% blancos, el 0.37% eran afroamericanos, el 0.16% eran amerindios, el 1.19% eran asiáticos, el 0.04% eran isleños del Pacífico, el 0.33% eran de otras razas y el 1.74% pertenecían a dos o más razas. Del total de la población el 1.65% eran hispanos o latinos de cualquier raza.